# Argiacris amissuli
Argiacris amissuli är en insektsart som beskrevs av Gurney 1971. Argiacris amissuli ingår i släktet Argiacris och familjen gräshoppor. Inga underarter finns listade i Catalogue of Life.